# Cuviera talbotii
Espèce
Synonymes
- Cuviera talbotii (Wernham) Verdc. (Wernham) Verdc. (préféré par UICN)[2]
- Globulostylis talbotii Wernham[1] [2]

Statut de conservation UICN

 VU B2ab(iii) : Vulnérable
Cuviera talbotii (Wernham) Verdc. est une espèce d'arbustes de la famille des Rubiaceae et du genre Cuviera, présente en Afrique tropicale.

## Étymologie
Son épithète spécifique talbotii rend hommage à l'explorateur et collecteur de plantes britannique Percy Amaury Talbot.

## Distribution
L'espèce est présente au sud-ouest du Cameroun, principalement sur les contreforts du mont Koupé – où se trouvent les deux-tiers des sites connus –, également dans le parc national de Korup, ainsi que sur les monts Oban au sud-est du Nigeria.
Son habitat est celui de la forêt submontagnarde à une altitude comprise entre 840 et 1 300 m. Menacée par la déforestation aux altitudes les plus faibles, elle est jugée « vulnérable ».